# Лопатин, Юрий Михайлович
Юрий Михайлович Лопатин (род. 1 ноября 1957 года) — советский и российский учёный-кардиолог, член-корреспондент РАН (2022).

## Биография
Родился 1 ноября 1957 года.
В 1980 году — окончил Таджикский государственный медицинский институт.
После окончания клинической ординатуры работал в Республиканском кардиологическом центре (г. Душанбе).
С 1983 по 1986 годы — обучение в аспирантуре в I Ленинградском медицинском институте, по окончании которой защитил кандидатскую диссертацию, далее работал ассистентом кафедры внутренних болезней № 1 Таджикского госмединститута.
С 1990 по 1995 годы — обучался в докторантуре во Всероссийском кардиологическом научном центре (Москва), в 1995 году — защитил докторскую диссертацию.
С 1995 года по настоящее время — заведующий отделением Волгоградского областного кардиологического центра, а с 1998 года — заведующий кафедрой кардиологии с функциональной диагностикой ВолГМУ.
В 2022 году — избран членом-корреспондентом РАН от Отделения физиологических наук.

## Награды
- Заслуженный врач Российской Федерации (2012)[1]